# Hideyuki Umezu
Hideyuki Umezu (梅津 秀行?, Umezu Hideyuki; Prefettura di Aichi, 24 luglio 1955 – 17 maggio 2024) è stato un doppiatore giapponese, membro della 81 Produce.

## Filmografia

### Anime
- Bakugan - Battle Brawlers (Naga)
- Blood+ (Collins)
- Bonobono (Padre di Araiguma-kun)
- Death Note (Narratore, Armonia Jastin Beyondllemason)
- Dragon Ball Daima (Tamagami #2)
- Fullmetal Alchemist: Brotherhood (Barry il Macellaio)
- Zatch Bell! (Terra)
- Mobile Suit Gundam 00 (Ian Vashti)
- Mobile Suit Gundam ZZ (Nelmarsen)
- Mutant Turtles: Superman Legend (Splinter)
- MÄR (Kannochi)
- Naruto (Amachi)
- One Piece (Diamante)
- Otaku no Video (Yoshida)
- Pandora Hearts (Oscar Vessalius)
- Panty & Stocking with Garterbelt (Abrams)
- Saru Get You -On Air- (Hakase, Ukki Red)
- Shrine of the Morning Mist (Naonori Hieda)
- Chi ha bisogno di Tenchi? (Yukinojyo)
- Umineko no naku koro ni (Sabakichi Kumasawa)
- Voglia di vittoria (Clayton)

### Live Action
- Kousoku Sentai Turboranger Zulten (voce)
- Choujin Sentai Jetman Jihanki Jigen, Dryer Jigen (voce)
- Gekisou Sentai Carranger NN Nerenko (voce)
- Mahou Sentai Magiranger Sleipnir (voce)
- Juken Sentai Gekiranger Sanyo (voce)
- Samurai Sentai Shinkenger Yamiororo (voce)

### Videogiochi
- Ehrgeiz: God Bless the Ring (Lee Shuwen)
- Dark Chronicle (Dottor Jaming)
- Rogue Galaxy (Steve)
- Super Robot Wars OG: Original Generations (Vindel Mauser)
- Super Robot Wars A Portable (Vindel Mauser)
- Suikoden: Tierkreis (Fergus)
- PlayStation All-Stars Battle Royale (Professor)
- Yakuza 5 (Fumiya Ushijima)
- Super Robot Wars Z3: Hell Chapter (Hill Dawson)
- Super Robot Wars Z3: Heaven Chapter (Hill Dawson)
- Super Robot Wars V (Hill Dawson)
- Mega Man 11 (Dr. Wily)
- One Piece: Pirate Warriors 4 (Diamante)

### Doppiaggio
- Animaniacs e Mignolo e Prof. (Pinky)
- Duck Dodgers (Narratore, Dr. I.Q. High)
- Alla ricerca di Nemo (Padre di Sheldon)
- Le tenebrose avventure di Billy e Mandy (Singing Meteor, Van Helsing)
- Harry Potter (Arthur Weasley)
- Il re leone (Zazu)
- Looney Tunes (Wile Coyote)
- I Simpson (Artie Ziff)
- Tartarughe Ninja alla riscossa (Splinter, Krang)
- Tartarughe Ninja III (Splinter)
- Teen Titans (Mad Mod)
- Il trenino Thomas (Skarloey, Season 9-, Tomohisa Aso)
- Titan A.E. (Gune)
- TUGS (Zak)
- Insuperabili X-Men (Mojo)
- Fuse Teppō Musume no Torimonochō film d'animazione (Aboshi)